# Žirovnik
Žirovnik je priimek več znanih Slovencev:
- Janez Žirovnik (*1935), kolesar
- Janko Žirovnik (1855—1946), učitelj, zbiralec in harmonizator ljudskih pesmi, gospodarstvenik in sadjar
- Janko Žirovnik mlajši (1880—1960), pravnik, odvetnik, predsednik in častni član Glasbene matice Ljubljana
- Josip Žirovnik (1860—1941), učitelj, publicist (Cerkniško jezero)
- Neda Žirovnik (Neda Pogačnik) (1914—1979), dr. prava, strokovnjakinja za vojne invalide